# Zenumagiër
Zenumagiër (Engelse titel: Neuromancer) is een roman uit 1984 geschreven door de Amerikaanse schrijver William Gibson. Het boek staat bekend als de eerste roman uit het zogenaamde cyberpunk-genre, en won de Nebula Award, de Philip K. Dick Award, en de Hugo Award.
Het boek was Gibsons debuutroman, en het eerste deel van de Sprawl-trilogie.

## Verhaal
Een aan lager wal geraakte computerhacker Henry Dorsett Case wordt ingehuurd door een mysterieuze werkgever Armitage om de ultieme hack uit te voeren. Samen met Molly, met wie hij een relatie begint, moet hij eerst de "Dixie Flatline" stelen, een ROM-module waarin het bewustzijn bewaard is van McCoy Pauley, een van Cases mentors. Deze module bevindt zich in het hoofdkwartier van het conglomeraat Sense/Net. Nadat dit gelukt is komen Case en Molly te weten dat Armitage vroeger door het leven ging als Kolonel Willis Corto en lid was van een militair commando. Ze komen ook op het spoor van een krachtige centrale van artificiële intelligentie met de naam Wintermute, eigendom van de Tessier-Ashpool-familie, in een ruimtestation.
Case wordt naar het ruimtestation gestuurd om Winterstom binnen te dringen met een Chinees computervirus. Hij wordt gevangengenomen, maar Winterstom manipuleert het beveiligingssysteem, waardoor Case weer kan ontsnappen. Hij slaagt erin Winterstom over te nemen, en Winterstom kan samensmelten met een gelijkaardig systeem Neuromancer, waarna het op zoek gaat naar nog andere artificiële intelligentie in het heelal.

## Thema's
Gibson verkent onderwerpen als artificiële intelligentie, virtuele realiteit, genetische technologie, en de overheersing door multinationals, lang voor deze ideeën in de populaire cultuur opgang maakten. Het concept cyberspace werd hier gepopulariseerd; Gibson gebruikte de term "cyberspace" voor het eerst in zijn novelle Burning Chrome uit 1982. Gibson vond het woord uit om "een hallucinatie die dagelijks door miljoenen ervaren wordt" te beschrijven. Hij kreeg het idee na het zien van "stonede tieners die videospellen speelden". In het boek wordt ook naar cyberspace verwezen als "de matrix", mogelijk een inspiratie voor de film The Matrix. Het begrip matrix werd echter al gebruikt in een aflevering van Doctor Who in 1976.